# N539 (België)
De N539 is een gewestweg in België tussen Bergen (N90) en Obourg. De weg heeft een lengte van ongeveer 3 kilometer. Bij de plaats Obourg wordt het Centrumkanaal gepasseerd.
De gehele weg bestaat uit twee rijstroken voor beide rijrichtingen samen.

## Plaatsen langs N539
- Bergen
- Obourg